# Frauendomäne
Als Frauendomäne werden gesellschaftliche Bereiche beschrieben, die fast ausschließlich von Frauen geprägt beziehungsweise  beeinflusst werden oder in denen überwiegend Frauen tätig sind. Meist bezieht sich der Begriff auf die Arbeitswelt, die in diesem Zusammenhang auch die unbezahlte Familienarbeit umfassen kann.
Der Begriff wird vor allem in der Beschreibung sozialer Systeme und in der Geschlechterforschung verwendet. Bereiche, die fast ausschließlich von Männern geprägt sind, bezeichnet man als Männerdomäne.

## Frauendomänen in Arbeitsfeldern
Typisch für Frauendomänen ist das sie bestimmte Sektoren der Erwerbstätigkeit abdeckt, einen bestimmten und meist geringeren Arbeitsumfang haben oder schlechter bezahlt werden als vergleichbare Arbeit. Ein weiteres Merkmal der Frauendomänen kann sein, dass diese sich auf die unteren Hierarchieebenen beschränkt, während die weisungsbefugten Mitarbeiter innerhalb der Berufsgruppe üblicherweise Männer sind. Als Beispiel sei die Altenpflege genannt, in der die überwiegende Zahl der Pflegekräfte weiblich ist, während die Pflegedienstleitung und die Heimleitungen einen deutlich höheren Männeranteil aufweisen als die unteren Ebenen.
In den letzten Jahrzehnten entstand eine Dominanz von Lehrerinnen in den Elementarschulen. Hier nehmen zwar Frauen auch meist die Leitungsstellen ein, doch orten Soziologen und die Gender- bzw. Männerforschung ein wachsendes Problem wegen mangelnder Identifikationsbilder für Jungen.

### Arbeitsumfang
Die Teilzeitbeschäftigung gilt als klassische Frauendomäne, wobei dies insbesondere verheiratete und verwitwete Frauen betrifft, von denen über 50 % in einem Beschäftigungsverhältnis mit verkürzter Arbeitszeit stehen. Bei Frauen mit Kindern ist der Anteil mit 60 % noch höher, hier wird dieser geringfügigere Arbeitsumfang gezielt genutzt um Beruf und Familie vereinbaren zu können.

### Arbeitsbereiche
Ein typisches Merkmal von Frauendomänen ist in der geschlechtsspezifischen Verteilung bei Berufswahl und ausgeübtem Beruf zu finden.
Bestimmte Berufsgruppen und Arbeitsbereiche werden fast ausschließlich von Frauen ausgeübt. Hierzu gehören große Teile des Dienstleistungssektors wie das Friseurhandwerk, der Einzelhandel, Heil- und Erziehungsberufe und nahezu das gesamte Spektrum der Geburtenhilfe, Kinderkrankenpflege und -betreuung. Hierbei liegt der Schwerpunkt auf denjenigen Bereichen, die Frauen originär aus dem Bereich der unbezahlten Familienarbeit nahegelegt werden, beispielsweise die Pflege von Kindern und Alten, aber auch Berufe, die sich mit historisch als weiblich betrachteten Themen beschäftigen, wie die Schneiderin oder Kosmetikerin. Im Bereich der akademischen Bildung ist die Überschneidung zwischen männlichen und weiblichen Rollen inzwischen stärker geworden, dennoch gelten Studienfächer wie Ernährungswissenschaft und Sozialpädagogik als weiblich, während beispielsweise Agrartechnik und Nautik nach wie vor als männliche Studienfächer gelten.
Zwischen dem Verbleib von Frauen im tertiären Arbeitssektor, dem Dienstleistungsbereich und der dort häufig möglichen Option bei Bedarf, beispielsweise wegen der Erziehung von Kindern in die Teilzeitbeschäftigung wechseln zu können, gibt es einen klaren Zusammenhang, ebenso ist dies mit eine Erklärung für die Besetzung der unteren Hierarchieebenen mit Frauen, die entweder eine Familienpause einlegen, die sich auf ihre Karriere auswirkt, oder durch den geringeren Verdienst eher auf eine für den Aufstieg notwendige Vollbeschäftigung zugunsten der unbezahlten Familienarbeit verzichten. Hinzu kommt vielfach der tradierte Glaube, dass Arbeit für Männer prinzipiell wichtiger sei als für Frauen, weswegen diese auf eine erfolgversprechende Karriere verzichten könnten oder in arbeitsarmen Zeiten eher gekündigt werden.
Der Frauenanteil in IT-Berufen unterscheidet sich sehr stark von Land zu Land.

## Frauendomänen in nicht-beruflichen Bereichen
Neben den Arbeitsfeldern kennt die Umgangssprache auch bei ehrenamtlichen Tätigkeiten und Freizeitbeschäftigungen sogenannte Frauendomänen. Zu ihnen gehören textile Handarbeiten, einige Musiksparten (z. B. Flöte- und Harfespiel) oder im Sport Eiskunstlauf und Reiten – im Gegensatz zu klassischen Männerdomänen wie Modellbau, Trompete oder Fußball.
Ein weiterer Bereich, in den von Frauendomänen gesprochen wird, sind beispielsweise Suchterkrankungen, die bei Frauen häufiger als bei Männern auftreten, etwa Medikamentenabhängigkeit oder die Borderline-Persönlichkeitsstörung.